# Dolany (Pardubice)
Dolany é uma comuna checa localizada na região de Pardubice, distrito de Pardubice.